# Cylindre central
Pour les articles homonymes, voir stèle.

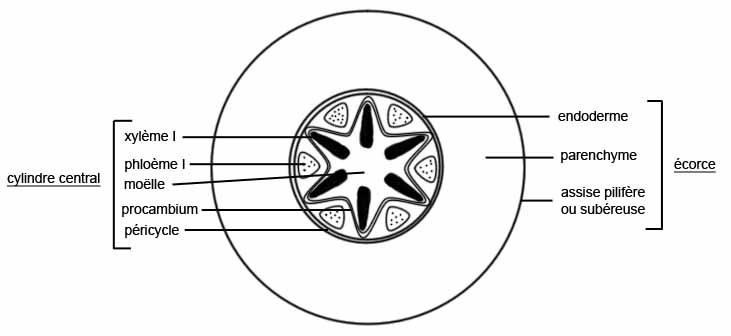
Schéma représentant la coupe transversale d'une racine primaire.

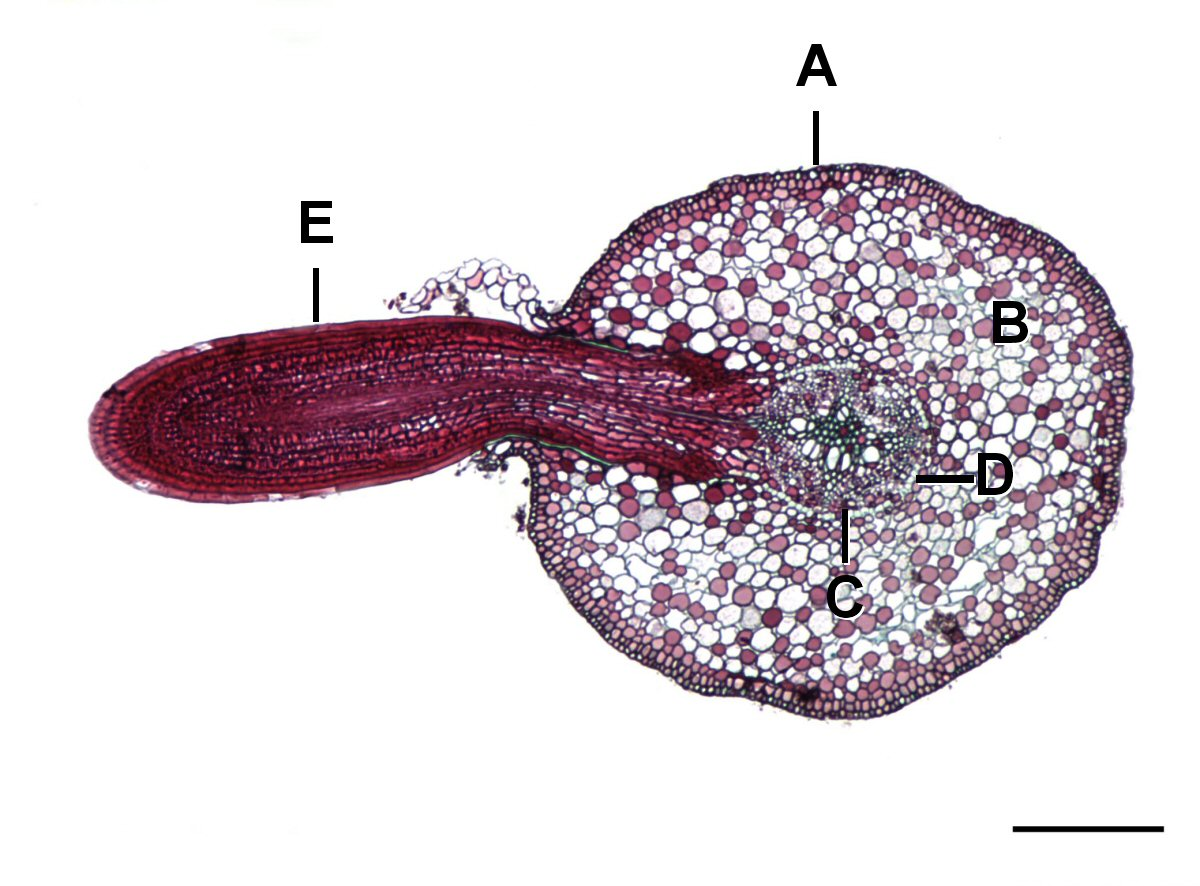
Photomicrographie d'une racine de saule après coloration. Légende : A-rhizoderme, B-cortex, C-cylindre central, D-endoderme, E-racine latérale.

Le cylindre central, appelé aussi cylindre vasculaire ou stèle, est la partie au centre de la tige et des racines des plantes vasculaires (en vert dans le schéma ci-dessous). Elle contient la moelle et les vaisseaux conducteurs de xylème (les vaisseaux, en magenta), et de phloème (les tubes criblés, en bleu ciel).
L'évolution des stèles selon leur structure peut se définir comme suit :
- Protostèle : stèle apparue en première au cours de l'évolution, elle constituée d'un massif central de xylème entouré d'un anneau de phloème.
  - Haplostèle : stèle formée d'un noyau cylindrique de xylème entouré d'un anneau de phloème et généralement d'un endoderme (comme la stèle des plantes fossiles du Dévonien nommées Rhynia)
  - Actinostèle : stèle apparue un peu plus tard, dans laquelle le xylème dessine une forme étoilée, avec parfois des pointes qui fragmentent l'anneau de phloème. Elle est présente chez certaines mousses comme Lycopodium.
  - Plectostèle : ici le xylème forme plusieurs ilôts toujours inclus dans le phloème.

- Siphonostèle : différente des trois précédentes par la présence d'une moelle au centre de l'anneau, cette stèle peut comporter deux anneau de phloème, à l'intérieur et à l'extérieur du xylème.
  - Siphonostèle ectophloïque : phloème qui entoure le xylème.
  - Siphonostèle amphiphloïque : couronne de xylème entre deux couronnes de phloème.
  - Solénostèle :  quand apparaissent dans la tige des fenêtres foliaires, le cylindre s'ouvre et des parties conductrices s'isolent pour conduire dans les feuilles. Elle est présente chez certaines fougères.
  - Dictyostèle : les fenêtres foliaires sont si nombreuses qu'il est quasiment impossible de repérer la structure cylindrique initiale. Elle n'est présente aujourd'hui que chez des fougères.
  - Eustèle : Stèle constituée de faisceaux, association de xylèmes et de phloèmes. Ce type de stèle est présent chez les spermaphytes, qui constituent la majorité des plantes actuelles.

- Atactostèle : coexistence de multiples faisceaux disposés communément en deux ou plusieurs cercles concentriques, les faisceaux les plus gros étant les plus internes. Se rencontre chez la plupart des Monocotylédones (et quelques Dicotylédones)[1].

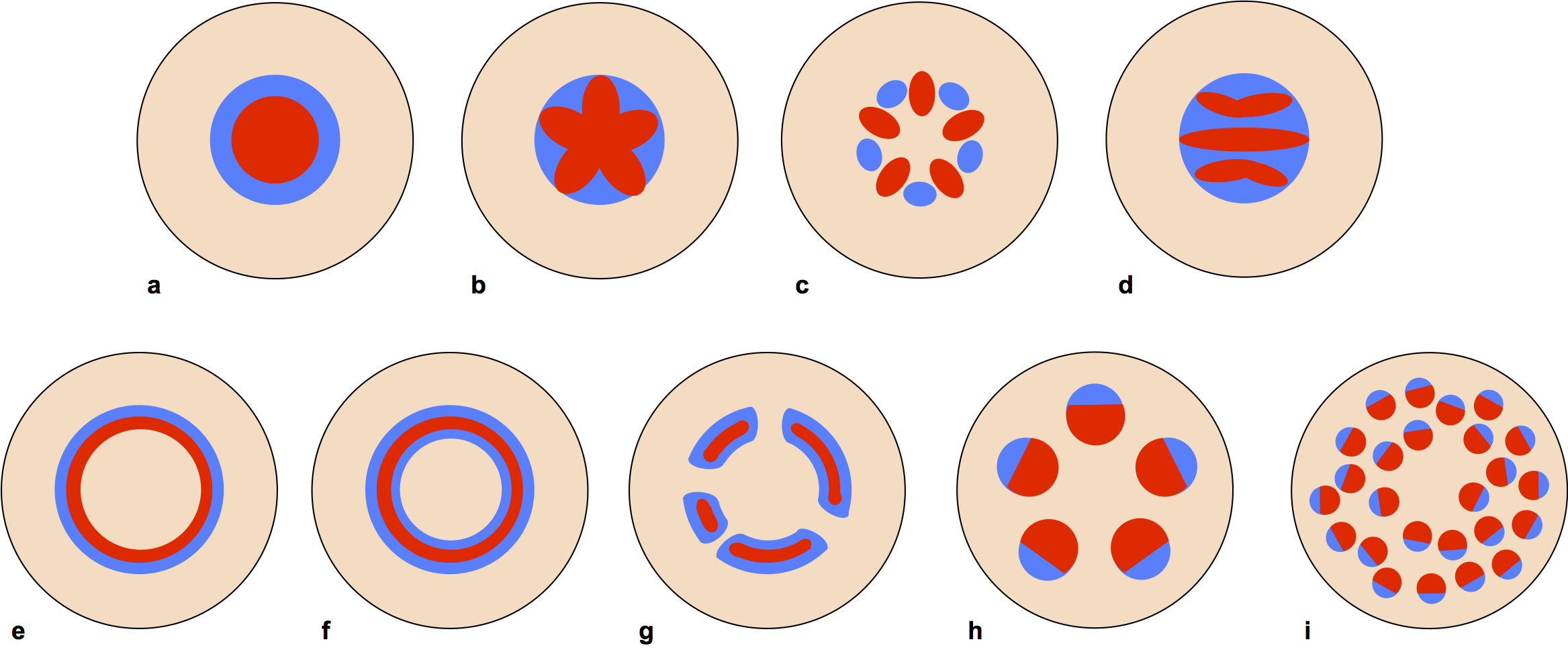
a. haplostèle. b, c. actinostèle. d. plectostèle. e. siphonostèle ectophloïque. f. siphonostèle amphiphloïque. g. dictyostèle. h. eustèle. i. atactostèle. (rouge = xylème, bleu = phloème).